# Elisabeth Volkenrath
Elisabeth Volkenrath (Świerzawa, 5 de setembro de 1919 – Hameln, 13 de dezembro de 1945) foi uma integrante da SS, que trabalhou como supervisora em diversos campos de concentração durante a Segunda Guerra Mundial.
Elizabeth treinou para a função em Ravensbruck e em 1943 foi para Auschwitz-Birkenau como guarda feminina, onde tomou parte em abusos físicos a prisioneiros, enforcamento e torturas.
Transferida para Bergen-Belsen no final da guerra, lá foi presa pelos britânicos, sendo levada a julgamento por crimes de guerra, junto a outras guardas femininas dos campos da morte, entre elas, "A Besta de Bergen-Belsen", Irma Grese. Foi condenada à morte e enforcada na prisão de Hameln em 13 de dezembro de 1945, aos 26 anos de idade.